# 5x5 (basquetebol)
5x5, também chamado de cinco-por-cinco (do inglês Five-by-five) é uma terminologia usada no basquetebol para definir o desempenho de um jogador em uma partida que ele acumule uma pontuação mínima de cinco em cinco diferentes categorias de estatísticas - pontos, rebotes, assistências, roubadas de bola e bloqueios - em um único jogo.
Por exemplo, em 1976, o jogador Julius Erving terminou uma partida com as seguintes estatísticas: 31 pontos, 19 rebotes, 5 assistências, 5 bloqueios e 5 roubadas de bola. Por ter atingido 5 pontos ou mais em 5 categorias diferentes, diz-se que ele alcançou um 5x5.

## Na NBA
As estatísticas de roubos e bloqueios não foram mensuradas na NBA até a temporada 1973-74, então todos os 5x5 da NBA são conhecidos apenas a partir daquela temporada. Desde então, esse feito foi alcançado em 22 oportunidades, mas por 14 jogadores diferentes.
Julius Erving (duas vezes), Hakeem Olajuwon (seis vezes) e Andrei Kirilenko (três vezes) são os únicos jogadores que gravaram mais de um cinco-por-cinco em suas carreiras. Olajuwon e Kirilenko também são os únicos jogadores a gravar um cinco-por-seis (pelo menos seis em todas as cinco categorias estatísticas). Apenas duas vezes, cinco-por-cinco coincidiram com um triplo-duplo (ambos de Olajuwon; um dos quais foi de 1 a menos do quádruplo) e apenas três vezes um jogador registrou cinco-por-cinco sem se registrar pelo menos um duplo-duplo (dois de Kirilenko e um de Marcus Camby).
| #  | Ano  | Jogador             | Equipe       | Pontos | Rebotes | Assistências | Bloqueios | Roubadas | Ref.          |
| -- | ---- | ------------------- | ------------ | ------ | ------- | ------------ | --------- | -------- | ------------- |
| 01 | 1976 | Julius Erving       | New York A   | 31     | 19      | 5            | 5         | 5        |               |
| 02 | 1978 | George T. Johnson   | New Jersey   | 15     | 18      | 5            | 5         | 7        |               |
| 03 | 1979 | George Gervin       | San Antonio  | 21     | 5       | 6            | 5         | 5        | [ 4 ] [ 5 ]   |
| 04 | 1979 | Julius Erving(2)    | Philadelphia | 28     | 7       | 10           | 5         | 5        | [ 6 ]         |
| 05 | 1987 | Hakeem Olajuwon     | Houston      | 38     | 17      | 6            | 12        | 7        | [ 6 ]         |
| 06 | 1990 | Hakeem Olajuwon(2)  | Houston      | 29     | 18      | 10           | 12        | 5        | [ 7 ]         |
| 07 | 1992 | Hakeem Olajuwon(3)  | Houston      | 19     | 16      | 6            | 5         | 5        | [ 8 ]         |
| 08 | 1993 | David Robinson      | San Antonio  | 29     | 5       | 5            | 10        | 5        | [ 9 ]         |
| 09 | 1993 | Derrick Coleman     | New Jersey   | 21     | 10      | 7            | 5         | 7        | [ 10 ]        |
| 10 | 1993 | Hakeem Olajuwon(4)  | Houston      | 33     | 13      | 5            | 5         | 5        | [ 11 ]        |
| 11 | 1993 | Hakeem Olajuwon(5)  | Houston      | 24     | 19      | 6            | 5         | 5        | [ 12 ]        |
| 12 | 1993 | Hakeem Olajuwon(6)  | Houston      | 34     | 10      | 5            | 8         | 5        | [ 13 ]        |
| 13 | 1995 | Vlade Divac         | LA Lakers    | 19     | 12      | 8            | 5         | 5        | [ 14 ]        |
| 14 | 2001 | Jamaal Tinsley      | Indiana      | 12     | 9       | 15           | 5         | 6        | [ 15 ]        |
| 15 | 2003 | Andrei Kirilenko    | Utah         | 19     | 5       | 7            | 5         | 8        | [ 16 ]        |
| 16 | 2003 | Andrei Kirilenko(2) | Utah         | 10     | 12      | 6            | 5         | 6        | [ 17 ]        |
| 17 | 2004 | Marcus Camby        | Denver       | 8      | 11      | 5            | 8         | 5        | [ 18 ]        |
| 18 | 2006 | Andrei Kirilenko(3) | Utah         | 14     | 8       | 9            | 7         | 6        | [ 19 ]        |
| 19 | 2013 | Nicolas Batum       | Portland     | 11     | 5       | 10           | 5         | 5        | [ 20 ]        |
| 20 | 2015 | Draymond Green      | Golden State | 24     | 11      | 8            | 5         | 5        | [ 21 ]        |
| 21 | 2018 | Anthony Davis       | Portland     | 12     | 16      | 6            | 5         | 5        | [ 22 ]        |
| 22 | 2019 | Jusuf Nurkić        | Portland     | 24     | 23      | 7            | 5         | 5        | [ 2 ] [ 23 ]  |
| 23 | 2024 | Victor Wembanyama   | San Antonio  | 27     | 10      | 8            | 5         | 5        | [ 24 ] [ 25 ] |

### Curiosidades e Dados Estatísticos
Todos os fatos baseados em dados desde 1985-86:
- Cinco-por-seis - Hakeem Olajuwon, em 10 de março de 1987, tornou-se o primeiro na história da NBA a registrar um cinco-por-seis (pelo menos 6 de cada uma das cinco estatísticas: pontos, rebotes, assiste, bloqueia, roubos)[26]{. Demorou quase vinte anos para uma segunda ocorrência como essa na história da NBA. Andrei Kirilenko, em 3 de janeiro de 2006, registrou um cinco-por-seis contra o Lakers.[26]
- Maior número de cinco-por-cinco na carreira - Hakeem Olajuwon lidera as estatísticas da NBA entre os jogadores que terminaram uma partica com um cinco-por-cinco, já que ele alcanççou esse feito em 6 oportunidades.
- Apenas duas vezes um jogador gravou mais de um cinco-por-cinco em uma temporada. Olajuwon na temporada 1993-94 e Andrei Kirilenko na temporada 2003-04.
- Jogador mais jovem a lograr um cinco-por-cinco: Victor Wembanyama marcou seu primeiro 5x5 em 23 de fevereiro de 2024, aos 20 anos e 50 dias.
- Jogador mais velho a lograr um cinco-por-cinco: Hakeem Olajuwon é o jogador mais velho a gravar um 5x5. Seu último cinco-por-cinco veio em 30 de dezembro de 1993, quando ele tinha 30 anos e 343 dias de idade.